# Helicopsyche montana
Helicopsyche montana är en nattsländeart som beskrevs av Felber 1912. Helicopsyche montana ingår i släktet Helicopsyche och familjen Helicopsychidae. Inga underarter finns listade i Catalogue of Life.